# 루더 애들러

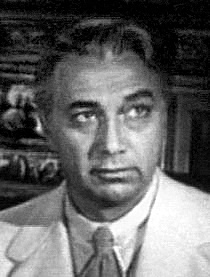
루더 애들러

루더 애들러(Luther Adler, 1903년 5월 4일 ~ 1984년 12월 8일)는 미국의 배우, 무대 연출가이다. 뉴욕에서 태어났다.

## 출연 작품
- 폴뉴먼의 선택 (1981년)
- 반항아 죠니 (1976년)
- 세인트 루이스호의 대학살 (1976년)
- 맨 인 더 글래스 부스 (1975년)
- 하와이 5-0수사대 (1968년)
- 마피아 형제들 (1968년)
- 팔레스타의 영웅 (1966년)
- 세 자매 (1966년)
- 벤 케이시 (1961년)
- 추격 (1959년)
- 라스트 앵그리 맨 (1959년)
- 선셋 77번가 (1958년)
- 걸 인 더 레드 벨벳 스윙 (1955년)
- 사막의 여우 (1951년) - 아돌프 히틀러 역
- 엠 (1951년)
- 히틀러의 최후 (1951년)
- 언더 마이 스킨 (1950년)
- 죽음의 카운트다운 (1950년)
- 이방인의 집 (1949년)
- 스튜디오 원 (1948년)
- 성난 파도 (1948년)
- 카르멘의 사랑 (1948년)